# Adam Rożański
Adam Marian Konrad Rożański (ur. 8 września 1874 w Zassowie, zm. 16 stycznia 1940 w Sachsenhausen) – inżynier, specjalista w dziedzinie gospodarki wodnej.

## Życiorys
Pracował jako inżynier w Biurze Melioracyjnym Wydziału Krajowego Galicji. Od 1919 szef sekcji wodnej Ministerstwa Robót Publicznych oraz wykładowca Politechniki Warszawskiej. Od 1924 profesor w Zakładzie Inżynierii Rolniczej UJ, później kierownik Zakładu Maszynoznawstwa Rolniczego, dziekan Wydziału Rolnego UJ.
6 listopada 1939 został aresztowany podczas Sonderaktion Krakau. Był więziony w Krakowie i Wrocławiu. Po przybyciu do obozu Sachsenhausen jego stan zdrowia szybko zaczął się pogarszać – zmarł w obozie. Urna z prochami została pochowana na cmentarzu Rakowickim (kwatera Jb, płd., grobowiec rodziny Krokiewiczów).

## Ordery i odznaczenia
- Krzyż Komandorski Orderu Odrodzenia Polski (2 maja 1923)[3][4]